# Saint-Amans (Lozère)
Saint-Amans è un comune francese di 144 abitanti situato nel dipartimento della Lozère nella regione dell'Occitania.

## Società

### Evoluzione demografica
Abitanti censiti